# جورجه کورنئا
میرچا جورجه کورنئا (رومانیایی: Mircea George Cornea؛ زاده ۲۶ مارس ۱۹۳۱ - درگذشت ۱۴ آوریل ۲۰۱۷) فیلم‌بردار، کارگردان و فیلم‌نامه‌نویس اهل رومانی بود.
از فیلم‌هایی که وی در آن‌ها نقش داشته‌است، می‌توان به میهای دلیر و پاکالا اشاره نمود.